# Челеванд (дегестан)
Челеванд (перс. چلوند) — дегестан в Ірані, у бахші Лавандевіл, в шагрестані Астара остану Ґілян. За даними перепису 2006 року, його населення становило 7553 особи, які проживали у складі 1735 сімей.

## Населені пункти
До складу дегестану входять такі населені пункти:
- Баба-Алі
- Баш-Махале-Лавандевіл
- Гунеш
- Карах-Су
- Кутех-Кумех
- Міе-Кумі
- Назар-Махале
- Солі
- Халадж-Махале
- Халіле-Сара
- Хан-Хаяті
- Челеванд
- Челеванд-е-Паїн